# God Bless
God Bless – indonezyjski zespół rockowy, założony w 1973 roku w Dżakarcie.
Są zaliczani do grona pionierów rocka w Indonezji. Swój debiutancki album pt. God Bless wydali w 1975 roku.
Pierwotnie zespół tworzyli: Ahmad Albar – wokal, Donny Fattah – bas, Ludwig Lemans – gitara, Deddy Dores – klawisze, Fuad Hassan – perkusja.
Ich utwory „Kehidupan” i „Rumah Kita” znalazły się kolejno na pozycjach 8. i 22. w zestawieniu 150 indonezyjskich utworów wszech czasów, opublikowanym przez miejscowe wydanie magazynu „Rolling Stone”.

## Dyskografia
Albumy
- 1975: God Bless(inne języki)
- 1980: Cermin(inne języki)
- 1988: Semut Hitam(inne języki)
- 1989: Raksasa(inne języki)
- 1997: Apa Kabar(inne języki)
- 2009: 36th(inne języki)
- 2016: Cermin 7

Kompilacje
- 1990: The Story of God Bless(inne języki)
- 1992: 18 Greatest Hits of God Bless(inne języki)
- 1999: The Greatest Slow Hits(inne języki)